# Tipus de fulles
La fulla de les plantes pot classificar-se, segons diferents paràmetres, de les maneres següents:

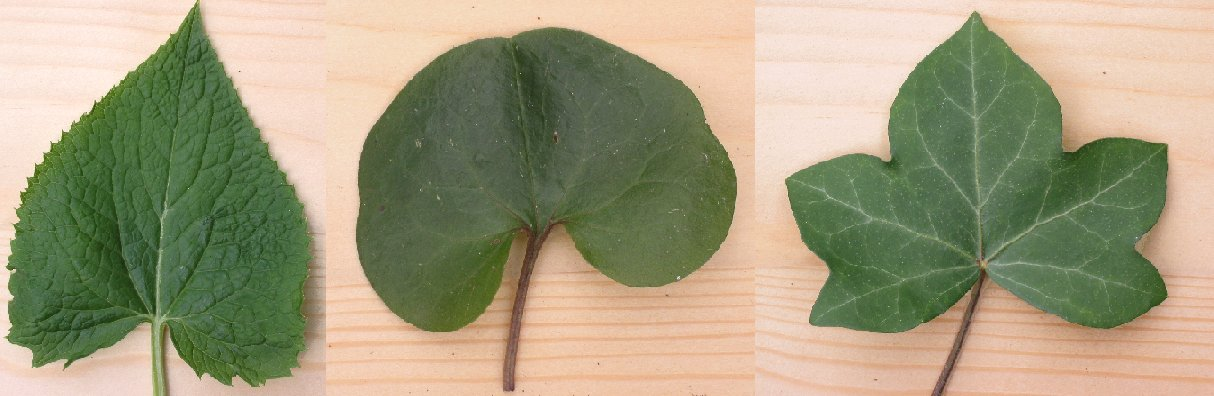
Fulla cordiforme, fulla reniforme i fulla palmada

## Segons la forma del limbe
| Forma        | Tipus                   | Descripció                                                                                  |
| ------------ | ----------------------- | ------------------------------------------------------------------------------------------- |
| Acicular     | acicular o aciculiforme | Amb forma d'agulla, prima i punxeguda                                                       |
| Cordada      | cordada                 | En forma de cor                                                                             |
| Cuneada      | cuneada o cuneiforme    | Triangular, en forma de tascó                                                               |
| Deltoide     | deltoide                | Triangular, el pecíol estant insert a un costat                                             |
| Digidata     | digitada                | Dividida en lòbuls en forma de dit                                                          |
| El·líptica   | el·líptica              | Oval, sense punta clarament marcada                                                         |
| Ensiforme    | ensiforme               | Llarga i punxeguda, en forma d'espasa                                                       |
| Espatulada   | espatulada              | Amb forma d'espàtula, el limbe es transforma progressivament en pecíol                      |
| Falciforme   | falçada, falciforme     | Amb forma de dalla                                                                          |
| flabel·lada  | flabel·lada             | Semicircular, en forma de vano                                                              |
| Hastada      | hastada                 | Amb forma d'alabarda                                                                        |
| Lanceolada   | lanceolada              | En forma de llança i més ampla prop del pecíol que de l'àpex                                |
| Linear       | linear                  | Llarga i molt estreta                                                                       |
| lirada       | lirada                  | Amb el segment terminal més gros que els laterals                                           |
| lobada       | lobada                  | Dividida en diversos lòbuls                                                                 |
| multifida    | multífida               | Dividit en tires                                                                            |
| obcordada    | obcordada               | Amb forma de cor, el pecíol estant inserit a la punta                                       |
| oblanceolada | oblanceolada            | Amb l'extremitat més àmplia que la base                                                     |
| oblonga      | oblonga                 | Amb forma allargada, amb les vores sensiblement paral·leles                                 |
| obovada      | obovada                 | El·líptica, més ampla cap al cim que a la base                                              |
| orbicular    | orbicular               | Amb forma arrodonida                                                                        |
| ovada        | ovada                   | Oval, amb forma d'ou                                                                        |
| palmada      | palmada                 | Dividida en lòbuls disposats com els dits de la mà                                          |
| pedada       | pedada                  | Palmada, amb els lòbuls laterals units a la base                                            |
| peltada      | peltada                 | Arrodonida, amb el pecíol inserit enmig del limbe i el limbe envoltant el pecíol            |
| perfoliada   | perfoliada              | Amb el limbe envoltant la tija que sembla traspassar-lo                                     |
| pinnatífida  | pinnatífida             | Profundament dividida en lòbuls, però amb les divisions que no arriben fins al nervi medial |
| reniforme    | reniforme               | Amb forma de ronyó                                                                          |
| romboïdal    | romboidal               | Amb forma de rombe                                                                          |
| runcinada    | runcinada               | Amb els lòbuls o segments arquejats cap a la base                                           |
| sagitada     | sagitada                | Amb forma de fletxa                                                                         |
| subulada     | subulada                | Amb forma d'alena                                                                           |

## Segons la forma de l'àpex
- Apiculada: amb l'extrem en forma de mucró. Sinònim de mucronada.
- Acuminada: amb l'extrem allargat en punta fina.
- Aguda: amb l'extrem en punta prima.
- Aristada: proveïda d'una espina terminal.
- Emarginada: amb l'extrem en forma d'escotadura.
- Mucronada: amb l'extrem en forma de mucró.
- Obtusa: amb l'extrem en la punta arrodonida.
- Retusa: amb l'extrem deprimit.
- Truncada: amb l'extrem que sembla tallat.

## Segons la forma del marge
S'anomenen fulles enteres les que tenen el marge sense entrants i ni sortints. Si els entrants són més profunds, podem trobar-nos amb tres casos:
- Fulles feses  (-ifida): els entrants no arriben a la meitat de la distància entre el nervi medial i la vora.
- Fulles partides (-ipartida): els entrants passen de la meitat de la distància al nervi medial, però no hi arriben.
- Fulles seccionades (-isecta): els entrants arriben al nervi medial.

Aquest tipus de fulles afegeixen al nom original segons la nervadura original un sufix amb funció de la profunditat de la incisió. D'aquests manera els termes es combinen com:
|                   | Fesa        | Partida        | Seccionada   |
| Nervadura pinnada | Pinnatífida | Pinnatipartida | Pinnatisecta |
| Nervadura palmada | Palmatífida | Palmatipartida | Palmatisecta |

Quan els segments de la fulla estan dividits de la mateixa manera que el conjunt de la fulla, es fa servir el mateix adjectiu amb el prefix bi. Així, una fulla pinnatisecta amb els segments pinnatisectes, és una fulla bipinnatisecta.

## Segons la forma de la base
| Forma        | Tipus        | Descripció                                                          |
| ------------ | ------------ | ------------------------------------------------------------------- |
| Amplexicaule | Amplexicaule | Amb la base que abraça la tija encerclant-la                        |
| Arrodonida   | Arrodonida   | Amb la base rodona                                                  |
| Asimètrica   | Asimètrica   | Amb els costats de la base no simètrics                             |
| Atenuada     | Atenuada     | Amb l'extrem de la base agut i més o menys estret                   |
| Auriculada   | Auriculada   | Amb forma de lòbuls d'orella                                        |
| Cordada      | Cordada      | Amb forma de cor                                                    |
| Cuneada      | Cuneada      | Amb base recta i convergent en forma de falca                       |
| Decurrent    | Decurrent    | Amb el limbe prolongat sobre la tija per sota del punt d'inserció   |
| Embeinadora  | Embeinadora  | Amb una beina que envolta parcialment o totalment la tija           |
| Hastada      | Hastada      | Amb els lòbuls basals més o menys triangulars i dirigits cap a fora |

## Segons la divisió del marge
Es parla de fulles simples quan aquestes presenten el limbe tot d'una peça, o de fulles compostes quan presenten un limbe ramificat i dividit en "fulletes" d'ordre inferior i més petites anomenades folíols.

### Simples
| Forma             | Tipus               | Descripció                           |
| ----------------- | ------------------- | ------------------------------------ |
| ciliada           | ciliada             | Cilis fins                           |
| crenada           | crenada o fistonada | Dents arrodonides en forma de fistó  |
| dentada           | dentada             | Dents més o menys llargues           |
| denticulada       | denticulada         | Finament dentada                     |
| doblement dentada | doblement dentada   | Amb dents grans i de més petites     |
| espinulosa        | espinulosa          | Marge amb espines més o menys agudes |
| lobada            | lobada              | Marge amb lòbuls                     |
| ondulada          | ondulada            | Sinuositats àmplies                  |
| sencera           | entera              | Marge llis i uniforme                |
| serrada           | serrada             | Dents punxegudes i molt pròximes     |
| serrulada         | serrulada           | Finament serrada                     |
| sinuada           | sinuada             | Amb sinuositats o sinus poc profunds |

### Compostes
| Forma           | Tipus           | Subtipus      | Descripció                                                             |
| --------------- | --------------- | ------------- | ---------------------------------------------------------------------- |
| Trifoliada      | Trifoliada      |               | Amb tres folíols                                                       |
| Palmaticomposta | Palmaticomposta |               | Fulla composta amb nervadura palmada                                   |
|                 | Pinnaticomposta |               | Fulla composta amb nervadura pinnada                                   |
| Imparipinnada   |                 | Imparipinnada | Amb els folíols en nombre imparell, de manera que termina en un folíol |
| Paripinnada     |                 | Paripinnada   | Amb els folíols en nombre parell i sense folíol terminal               |
| Bipinnada       | Bipinnada       |               | Fulla dues vegades pinnada                                             |
| Tripinnada      | Tripinnada      |               | Fulla tres vegades pinnada                                             |
| -               | Bipalmada       |               | Fulla dues vegades palmada                                             |

## Segons el pecíol
Tenint en compte la presència o no d'un pecíol, les fulles poden ser: 
- Peciolades: amb pecíol clarament diferenciat i visible.
- Sèssils: quan les fulles s'insereixen directament sobre la tija sense que el pecíol sigui visible o diferenciable.

## Segons el marge del limbe
En visió transversal i mirant la secció de la fulla, es poden reconèixer limbes foliars:
| Forma    | Tipus    | Descripció                                       |
| -------- | -------- | ------------------------------------------------ |
| Involuts | Involuts | Amb el marge cargolat cap amunt, sobre l'anvers  |
| Revoluts | Revoluts | Amb el marge cargolat cap avall, sobre el revers |

1: Feixos vasculars de la vena mitjana, al centre de la fulla
2: Tija

## Segons la nervadura
Molt sovint, el limbe el trobem sostingut i comunicat per una xarxa de nervis (la nervadura foliar) i, només en el cas de no observar-n'hi, parlem de fulles enèrvies. Pot adoptar diferents disposicions:
- Nervadura pinnada (fig. a): hi ha un nervi principal, continuació del pecíol, que recorre el limbe des de la base fins a l'extrem (l'àpex) i uns nervis secundaris, més prims, que surten del principal a banda i banda, recordant la forma de les barbes d'una ploma (d'aquí el nom pinnada, derivat de penna, que són les plomes grosses de les ales i la cua dels ocells).
- Nervadura reticulada o anastomitzada (fig. b): el nervi principal se subdivideix en nervis secundaris i, aquest, a la vegada, en nervis d'ordre inferior fent un reticle.
- Nervadura paral·lela (fig. c): tots els nervis neixen a la base de la fulla i la recorren paral·lels.
- Nervadura palmada (fig. d): no hi ha un nervi principal, sinó que hi ha uns quants nervis semblants que surten de l'extrem del pecíol.
- Nervadura flabel·lada (fig. e): no hi ha un nervi principal, sinó que hi ha uns quants nervis semblants que surten en forma de ventall obert.

## Disposició de les fulles a la tija
A la disposició de les fulles sobre la tija se l'anomena fil·lotaxi. Les tipologies més importants són:
- Alternes (fig a.) - quan es troben a diferents alçades.
- Decussades (fig b.) - els parells de fulles es troben en creu unes respecte a les altres.
- Dístiques (fig c.) - quan estan disposades en dues files oposades
- Esparses - quan es troben disposades més o menys helicoidement sobre la tija.
- Fasciculades - quan es disposen en grups a la part superior de la tija.
- Imbricades: quan es disposen una damunt de l'altra mig recobrint-se les unes a les altres.
- Oposades - una enfront de l'altra en el mateix nus.
- Perfoliades - fulles adherides a la tija i envoltant aquesta.
- Roseta basal - agrupació de fulles situades en la base de la planta en forma radial.
- Ternades - verticils en grups de tres a cada nus.
- Verticil·lades (fig d.) - amb tres o més fulles sortint del mateix nus.

## Textura de les fulles
Amb relació a aquest caràcter, les fulles poden ser:
- Herbàcies: fines verdes i toves.
- Coriàcies: de consistència similar al cuir.
- Crasses: plenes de suc i més o menys gruixudes.
- Membranoses o escarioses: fines i translúcides.
- Suculentes : veg. crasses

## Segons la presència o no de pilositat
Com en el cas de les tiges, les fulles poden no presentar cap mena de pilositat anomenant-se llavors fulles glabres.
Segons el tipus, la densitat i la consistència dels pèls, podem parlar de fulla:
- Hirsuta: amb pèls rectes i rígids.
- Híspida: amb pèls rectes, rígids, endurits i punxents.
- Pilosa: amb pels llargs, rectes i blans.
- Pubescent: amb pèls curts i suaus.
- Sedosa: amb pèls fins, aplicats i brillants.
- Tomentosa: amb pèls entortolligats densament disposats.

## Segons la durada de les fulles
Les fulles tenen una vida limitada, però per a les plantes que viuen durant més d'un any (perennes) poden trobar diferents comportaments de les fulles que donen com a resultat diferents tipus de plantes:
- Caducifòlies: plantes que perden la fulla en arribar l'estació desfavorable per a la planta, que a l'hemisferi nord acostuma a coincidir amb l'hivern com per exemple amb algunes espècies de roures com el Quercus pubescens (n'hi ha de marcescents com Quercus canariensis o Quercus faginea).
- Marcescents: plantes amb fulles que s'assequen totes sobre la planta en arribar l'estació desfavorable (hivern) però no es desprenen immediatament sinó que ho fan a la primavera quan s'inicia la nova brotada foliar de la planta com en el faig (Fagus sylvatica).
- Perennifòlies: plantes que presenten fulles durant tot l'any, atès que a mesura que cauen les fulles velles en van sortint de noves com el llorer (Laurus nobilis).

## Segons la seva consistència
Les plantes de fulla dura o coriàcia s'anomenen esclerofil·les mentre que les de fulla tova s'anomenen malacòfiles.